# Кит, Артур
Сэр Артур Кит (англ. Sir Arthur Keith; 5 февраля 1866[…], Абердиншир, Абердиншир — 7 января 1955[…], Кент) — британский анатом и антрополог, сторонник расовой теории.

## Биография
Родился 5 февраля 1866 года в Абердиншире, шестой из десяти детей фермера Джона Кита. В 16-летнем возрасте поступил в Колледж имени Роберта Гордона для изучения греческого языка и латыни, в 1884 году — в Маришел-колледж в Абердине, где занялся биологией и анатомией. По его окончании несколько месяцев занимался частной практикой, а в 1889 году уехал в Сиам и работал врачом в горнодобывающей компании.
Получил степени доктора медицины, наук и права, в 1908 году был принят в Королевскую коллегию хирургов Англии, в период Первой мировой войны 1914—1918 годов был президентом Королевского антропологического института. С 1918 по 1923 год занимал должность профессора физиологии Королевского института Великобритании, с 1930 по 1933 год являлся ректором Абердинского университета. В своих трудах по эволюции человека делал упор на фактор конкурентоспособности и трактовал предвзятые суждения о расовых и национальных особенностях как о врождённых отличиях.
Член Лондонского королевского общества с 1913 года.
Научная репутация Артура Кита пострадала из-за эпизода с так называемым Пилтдаунским человеком. Тем не менее, он был известен как убеждённый последователь Чарльза Дарвина и агностик и любил участвовать в общественных дебатах на эти темы. В общей сложности он написал более 500 работ, преимущественно в области сравнительной анатомии и эволюции. Многие из его взглядов поддержаны Э. О. Уилсоном в книге «Социобиология» и определяются как эволюционная психология.

## Основные труды
- An Introduction to the Study of Anthropoid Apes (1897)
- Human Embryology and Morphology (1902)
- Ancient Types of Man (1911)
- The Antiquity of Man (1915)
- Nationality and Race (1919)
- The Engines of the Human Body (1920)
- Concerning Man’s Origin (1927)
- The Place of Prejudice in Modern Civilisation (1931)
- A New Theory of Human Evolution (1948)
- An Autobiography (1950)
- Darwin Revalued (1955)